# Amstelkerk

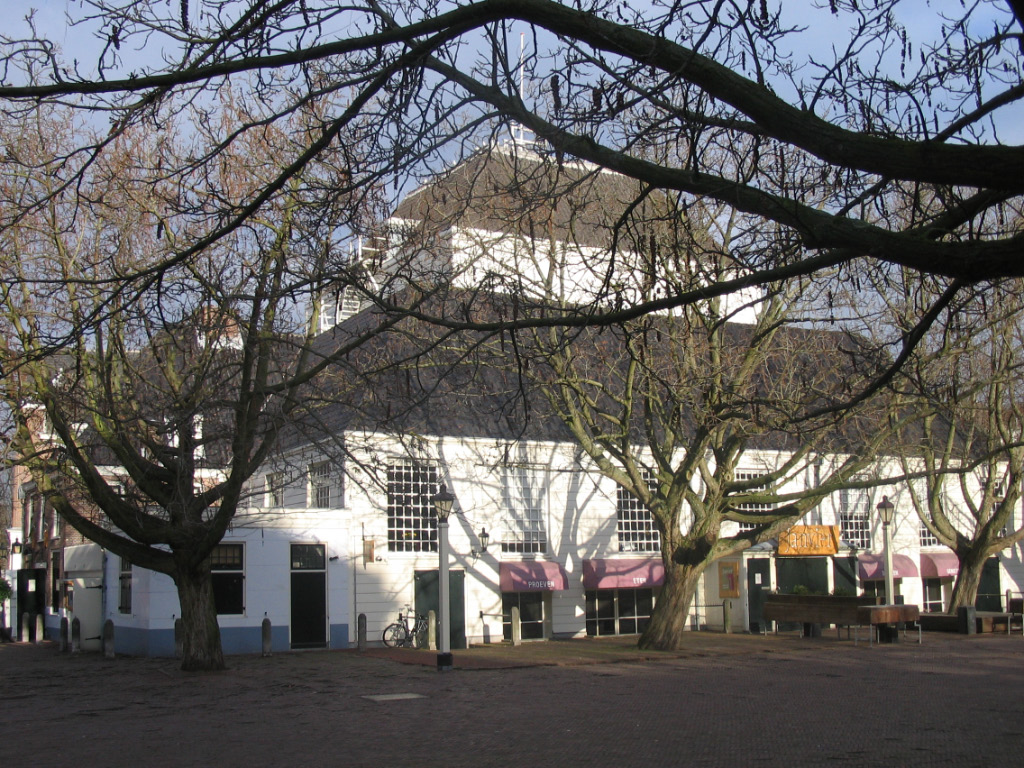
De Amstelkerk, Südseite

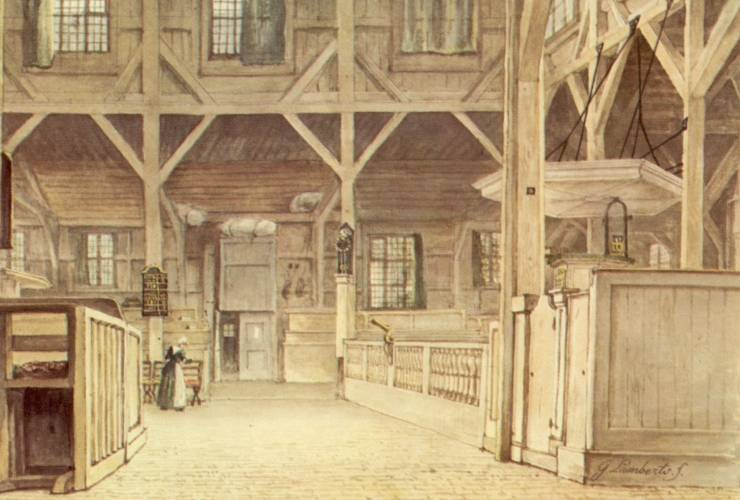
Das ursprüngliche einfache Interieur (Quelle: Bureau Monumenten & Archeologie, Amsterdam)

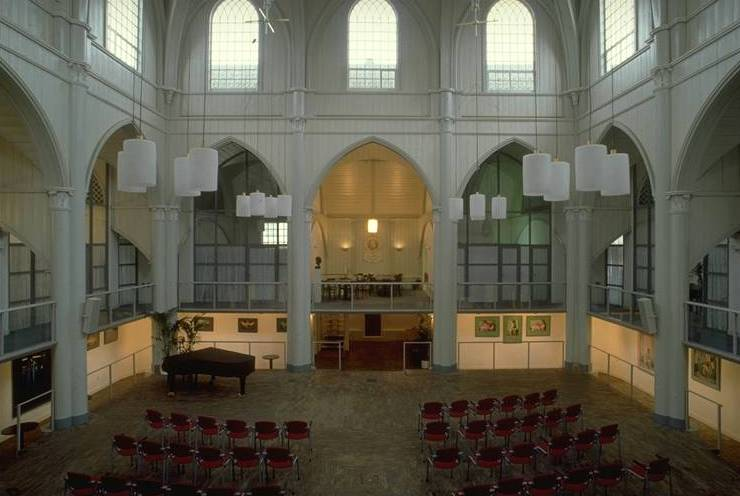
Das heutige Interieur (Quelle: Bureau Monumenten & Archeologie, Amsterdam)

Die Amstelkerk ist eine 1670 errichtete, über die Grenzen der Niederlande hinaus bekannte Holzkirche in Amsterdam. Sie liegt in der Nähe des Grachtengortels und damit ziemlich zentral.
1971–1975 war Karel Adriaan Deurloo dort Studentenpfarrer, und die Kirchgemeinde wurde dadurch zum Zentrum der liturgischen Amsterdamer Schule (Theologie).
Heute ist sie Sitz des Amsterdamse Maatschappij tot Stadsherstel (Gesellschaft zur Stadtrenovierung).
Koordinaten: 52° 21′ 44,3″ N, 4° 53′ 47,9″ O